# Pseudorhipsalis ramulosa
Pseudorhipsalis ramulosa är en kaktusväxtart som först beskrevs av Salm-dyck, och fick sitt nu gällande namn av Barthlott. Pseudorhipsalis ramulosa ingår i släktet Pseudorhipsalis och familjen kaktusväxter.

## Underarter
Arten delas in i följande underarter:
- P. r. jamaicensis
- P. r. ramulosa

## Bildgalleri

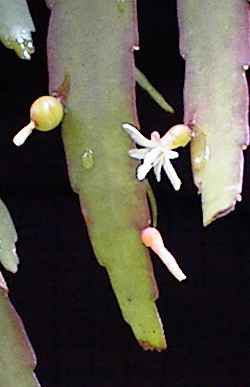